# Wjatscheslaw Borissowitsch Potaschewitsch
Wjatscheslaw Borissowitsch Potaschewitsch (georgisch ვიაჩეზლავ ფოტაშევიჩ, russisch Вячеслав Борисович Поташевич; * 28. Januar 1994 in Moskau, Russland) ist ein russisch-georgischer Eishockeyspieler, der seit 2018 bei Bakurianis Mimino in der georgischen Eishockeyliga spielt.

## Karriere
Der aus Moskau stammende Potaschewitsch begann in der Jugendabteilung des HK Spartak Moskau. Später spielte er je ein Jahr für Olimpija Kirowo-Tschepezk in der Molodjoschnaja Chokkeinaja Liga und für den HK Brjansk in der Molodjoschnaja Chokkeinaja Liga B. Seit 2018 steht er bei Bakurianis Mimino in der georgischen Eishockeyliga auf dem Eis.

### International
Potaschewitsch stand bei den Weltmeisterschaften 2022 in der Division II im Kader der georgischen Nationalmannschaft. Zudem vertrat er seine Farben bei der Olympiaqualifikation für die Winterspiele in Mailand 2026, wurde aber nicht eingesetzt.

## Erfolge und Auszeichnungen
- 2022 Aufstieg in die Division II, Gruppe A, bei der Weltmeisterschaft der Division II, Gruppe B